# Gignac (Hérault)
Gignac – miejscowość i gmina we Francji, w regionie Oksytania, w departamencie Hérault.
Według danych na rok 1990 gminę zamieszkiwały 3652 osoby, a gęstość zaludnienia wynosiła 122 osoby/km² (wśród 1545 gmin Langwedocji-Roussillon Gignac plasuje się na 93. miejscu pod względem liczby ludności, natomiast pod względem powierzchni na miejscu 190.).